# Уорд, Билл
Уильям Томас Уорд (англ. William Thomas Ward, род. 5 мая 1948, Астон, Бирмингем, Англия) — британский барабанщик и визуальный художник, автор песен, известный как участник группы Black Sabbath. В списке «100 величайших барабанщиков всех времён» журнала Rolling Stone занимает 42-е место.
Он также исполнил ведущий вокал в двух песнях «Black Sabbath»: «It’s Alright» из альбома «Technical Ecstasy» и «Swinging the Chain» из альбома «Never Say Die!»

## Биография
С февраля по июль 1968 года Билл Уорд играл в группе Mythology вместе с гитаристом Тони Айомми.
В 1968 году они вместе с вокалистом Оззи Осборном и басистом Гизером Батлером создают группу «The Polka Tulk Blues Band», переименованную вскоре в «Earth», а в августе 1969 года — в «Black Sabbath». Уорд играл в группе до августа 1980 года, покинув её по личным причинам во время турне в поддержку альбома Heaven and Hell.
В 1983 году Билл участвовал в группе The Mezmerist совместно с вокалистом Tommy Mezmercardo и бас-гитаристом Roger Abercrombie. Группой был записан альбом, выпущенный общим тиражом 500 экземпляров.
В том же году он возвратился в Black Sabbath, записав с группой альбом Born Again, но из-за проблем со здоровьем вынужден был вновь оставить группу. Он официально вернулся в Black Sabbath летом 1984 года, но группа в тот момент не давала концертов и не записывала альбомов.
В 1988 году Уорд выступал в составе Blue Thunder вместе с гитаристом Уолтером Траутом и басистом Тимом Богертом.
До полного воссоединения в оригинальном составе Билл Уорд дважды выступал с Осборном, Айомми и Батлером в Black Sabbath: в первый раз на Live Aid в 1985 году, второй — в Коста Месе, штат Калифорния, во время концерта Оззи Осборна 15 ноября 1992 года. Билл Уорд ещё раз ненадолго примкнул к группе в 1994 году во время южноамериканского турне.
4 и 5 декабря 1997 года были отыграны концерты на стадионе NEC в Бирмингеме в рамках воссоединения Black Sabbath в классическом составе. Записи с этих концертов были изданы в 1998 году на альбоме Reunion. Однако в мае следующего года Уорд вынужден был вновь оставить группу из-за проблем с сердцем. Его заменил Винни Апписи. Уорд вернулся в 1999 году.
В октябре 2006 года появилась информация, что Билл Уорд присоединится к Тони Айомми, Гизеру Батлеру и Ронни Джеймсу Дио в новом концертном турне. Уорд отверг это предложение, не захотев играть с Дио, и его место вновь занял Апписи. Чтобы избежать конфликтов с Осборном и Уордом, группа получила название Heaven & Hell.
В феврале 2012 года Уорд вновь покинул «Black Sabbath», сказав, что ему не удалось достичь соглашения по поводу своего контракта.
У Билла Уорда трое детей — два сына, Найджэл и Арон, и дочь Эмили. С 1983 года Уорд придерживается вегетарианской диеты

## Сольная карьера
После нескольких лет перерыва Уорд решил вернуться к музыке в конце 1980-х. В 1989 году он приступил к работе над сольным альбомом, в котором принял участие ряд приглашенных музыкантов, в том числе бывший товарищ по группе Black Sabbath Оззи Осборн и его гитарист Закк Уайлд . Выпущенный в январе 1990 года, Ward One: Along the Way продемонстрировал универсальность Уорда в музыкальных вкусах и способностях, в некоторых песнях он исполнил вокальные партии. Пройдет семь лет, прежде чем он выпустит свой второй сольный альбом When the Bough Breaks в 1997 году.
В 2002 году он выпустил песню «Straws» как благотворительный сингл. Песня снова появится на его альбоме 2015 года Accountable Beasts .

## Дискография

### Black Sabbath
- 1970 — Black Sabbath
- 1970 — Paranoid
- 1971 — Master of Reality
- 1972 — Black Sabbath Vol. 4
- 1973 — Sabbath Bloody Sabbath
- 1975 — Sabotage
- 1976 — Technical Ecstasy
- 1978 — Never Say Die!
- 1980 — Heaven and Hell
- 1983 — Born Again
- 1998 — Reunion

### Ozzy Osbourne
- 1993 — Live and Loud

### Прочие
- 1975 — Rinky Dink & The Crystal — Cameo Roles
- 1983 — The Mezmerist — The Innocent, The Forsaken, The Guilty
- 1994 — Nativity In Black: A Tribute To Black Sabbath в составе Bullring Brummies
- 2000 — Tony Iommi — Iommi

### Сольные работы
- 1990 — Ward One: Along the Way
- 1997 — When the Bough Breaks
- 2002 — Straws (сингл)
- 2015 — Accountable Beasts